# Дренаж
Дренаж е естественото или изкуственото премахване на повърхностни или подземни води от дадена област. Вътрешният дренаж на повечето селскостопански почви е достатъчно добър, за да се предотврати тежко заблатяване (анаеробни условия, които пречат на растежа на корените), но много почви се нуждаят от изкуствен дренаж, за да се подобрят добивите или за да се управляват водните ресурси.

## История
Индската цивилизация е имала развита канализация и система за дренаж. Всички къщи в по-големите градове (Харапа и Мохенджо-Даро) са имали достъп до вода и дренаж. Отпадните води са се насочвали към покрита канализация, която е била задвижвана от гравитацията и е свързвала всички по-големи улици.
Изобретяването на дренажа с кухи тръби се приписва на сър Хю Далримпъл, който го създава през 18 век с цел отводняване на заблатени земи и повишаване на селскостопанската продукция.

## Задачи
Дренажът има за основна цел отводняване, защита от проникването на вода в съоръжения, съхраняване на основите на сградите, понижаване на филтрационното налягане върху конструкциите. Той е нужен за поддържането на площадки и пътища в сухо състояние, предотвратявайки загниването на коренните системи на засадените растения. Локални дренажни системи се използват в случаите, когато общото понижение на нивото на грунтовите води на територията на застрояването не може да даде необходимия резултат или е икономически неоправдано.
За устройването на дренаж се разработва проект за дренажна система. В съответствие с него се определят местоположенията на дренажните тръби, дълбочината на полагането им, наклоните, устройството на каналите, подбора на съставните изделия и материали.
В зависимост от нивото на грунтовите води, водещи до овлажняването на територията, може да се приложи повърхностен дренаж или дълбочинен дренаж.

## Основни видове

### Пластов дренаж
Пластовата дренажна система се прилага в основата на защитната конструкция директно върху водоноса. Тя е хидравлично свързана с тръбен излив (подземен изкуствен водоток за събиране и отвеждане на грунтови води), разположен от външната страна на фундамента на разстояние не по-малко от 0,7 m от плоскостта на стената на зданието. Този вид дренажна система защитава съоръжението както от наводнение от грунтови води, така и от навлажняване чрез капилярна влага. Пластовият дренаж се използва широко в строителството на подземни съоръжения, издигани на основи с лоша пропускливост, както и при дренаж на „горещи“ цехове от отоплителни инсталации и комини, попадането на влага в които е недопустимо.

### Пристенен дренаж
Пристенната дренажна система се състои от дренажни тръби (с филтриращо покритие), положени на водоупорен грунт с външната страна на съоръжението. Този вид дренаж се прилага в случаите, когато основата на съоръжението се намира върху водонепропусклив грунт.

### Пръстеновиден дренаж
Пръстеновидната дренажна система се разполага по контура на защитаваното здание. Действието му се основава на понижение на нивото на грунтовите води във вътрешността на защитавания контур, което осигурява защита от наводняване на подземни съоръжения или части от зданието. Дълбочината на това понижение зависи от дълбочината на тръбите или галериите спрямо огледалото на грунтовите води, както и от размерите на защитавания контур. Дренажните тръби се разполагат на известно разстояние от съоръжението, благодарение на което те могат да се инсталират и след построяването му. За разлика от пръстеновидния, пластовия дренаж може да бъде положен единствено по време на строителството на съоръжението.

## Тип на дренажа по конструкционни особености

### Хоризонтален дренаж
Хоризонталният дренаж представлява система от тръби, галерии, канавки и корита. Тръбите са дренажни с един или няколко слоя филтриращо покритие. Тези слоеве се използват за да се избегне запушване на тръбите с частици от пресушавания грунт. За надзор на тръбите се поставят канализационни люкове. Галериите представляват тръби с голямо напречно сечение с отверстия за прием на вода. Канавки се използват основно в по-малки селища, където е допустимо да се поддържа ниво на грунтовите води до 1,5 метра. При устойчивите грунотве канавките се запълват с траншеи с наклон, а при неустойчивите конструкцията е от железобетон.

### Вертикален дренаж
Вертикалният дренаж е система от дупки или кладенци, обединени с колектор, през който водата се изпомпва с помпен агрегат или отделна помпа на всяка дупка.

### Комбиниран дренаж
Комбинираният дренаж е съчетание от дренажни тръби и ред самоизливащи дупки или кладенци. Съчетава в себе си съвкупност от хоризонтални и вертикални дренажи при устройството на сложни системи за водоотвеждане.